# Holding Citroën SA.
Em 1924 André Citroën criou a Holding Societe Anonyme André Citroën, com um Capital Social Inicial de 50 Milhões de Francos. A "Holding" passa controlar a Citroen, empresa do grupo responsável pela fabricação e comercialização dos automóveis assim como pelas empresas comerciais abertas em Bruxelas, Milão, Amsterdão e Colônia, a Société Anonyme des Engrenages Citroën empresa responsável pela produção de Engrenagens com múltiplas aplicações em vários campos industriais, a Sovac empresa responsável pelo financiamento, a Automobiles Mors adquirida em 1919. Nesse mesmo ano, é criado a empresa TAXIS CITROEN responsável pelos transportes de "táxis".

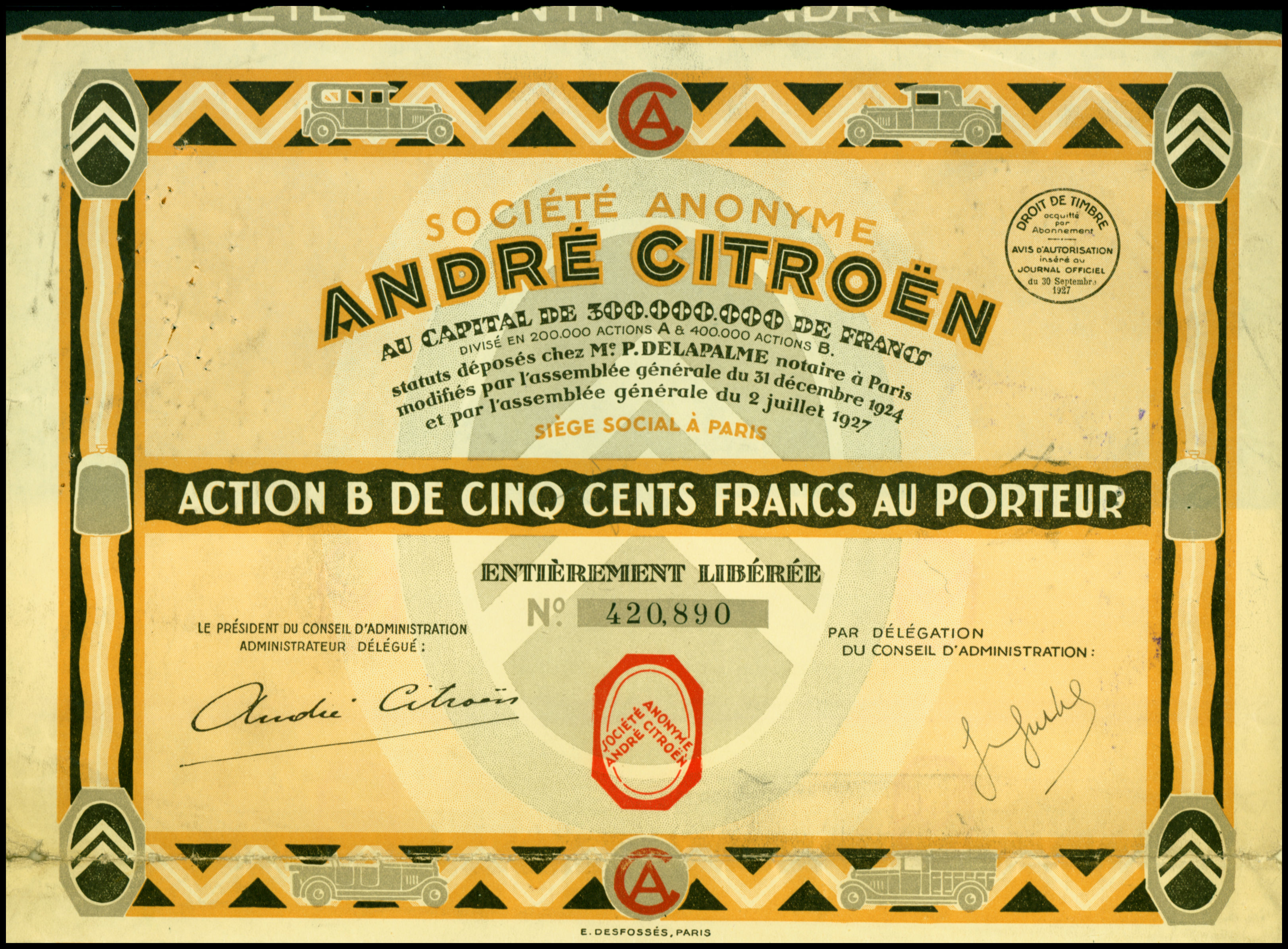
Share of the S. A. André Citroën, issued 30. September 1927

Animação de uma engrenagem simples

No ano seguinte, a empresa mãe eleva o seu capital social para 100 Milhões de Francos e aumenta a sua rede comercial francesa para  mil agentes.
Após o surgimento de empresas industriais francesas na Bolsa de Valores elas representam pela primeira vez 3 das 5  primeiras capitalizações francesas e a Citroen é a número do 1 ramo automóvel, e 5ª no geral, sendo avaliada em 1700 milhões de francos. O número 1 como exemplo de comparação, era o Banque de France com uma avaliação de 3800 milhões de francos. A empresa tem agora 31.000 funcionários e produz 400 carros por dia, um recorde na Europa.
Em 1927 o "Capital Social ja estava fixado em 300 Milhões de Francos, abertura de uma nova fábrica em "Bruxelas" e uma produção diária de 400 unidades dia.
Em 1931 é fundada em outubro a Citroën Transport SA, uma empresa interurbana de autocarros. Antes, na França os autocarros eram vistos para utilização de turismo e excursão, atender o turista em vez de estar empregado em uma rota ponto a ponto para o benefício do viajante regular. A Empresa superou todas as expectativas, e no ano seguinte a frota já tinha quadriplicado. Em 31 de Dezembro de 1932, a Citroën Transport SA já contava com 52 linhas nas quatro primeiras redes, totalizando 3716 quilômetros de rota transportando 15.900 passageiros diariamente e cobrindo 70, 585 quilômetros por dia.
Em 1936 a empresa TAXIS CITROEN passa a chamar-se Citax.
A Holding Societe Anonyme André Citroën vai-se expandindo, com abertura de várias fábricas pelo mundo fora, e em 1951 o seu Capital Social já era de 4,2 biliões de francos.

## História

### Anos 1960

#### Aquisição daPanharde daBerliet
Após a guerra, o fabricante de automóveis, "Panhard and Levassor" (SAAPL), não conseguiu produzir veículos suficientemente competitivos. Faltava os meios para financiar novos investimentos. Por outro lado, a Citroen não conseguiu lidar com uma onda de pedidos para seu modelo principal: o "2CV", a Societe Anonyme André Citroën adquiriu 25% do capital da Panhard & Levassor. A sinergia trabalhou a favor da "Citroën", que usou as fábricas "Panhard" para a produção do "2Cv". Com a aquisição da Panhard na sua totalidade em 1965 a Holding Societe Anonyme André Citroën passa a Holding Citroën SA (CITROEN, BERLIET, PANHARD Automobiles) que já tinha sido registrada em 31/12/1957.
Em 1967 surgiu a oportunidade de comprar a totalidade da Berliet e foi aproveitada pela Citroën SA.

#### Aquisição daMaserati
Em 1968 a Citroen compra 100% das acções da marca de luxo Maserati à família "Ors".
Este foi o ano da reorganização da Citroën SA, e começou aqui a aproximação da Peugeot SA.. Além disso a Citroen anuncia parceria com a Total S.A. e as suas histórias ao longo desta união tem sido de sucesso, levando as duas marcas ao pódio. a "Total" ajudou a impulsionar o crescimento industrial da "Citroën" em todo o mundo e os sucessos da "Citroen" no mundo do desporto automóvel ajudaram a construir a posição internacional de ambas as empresas. Hoje, a parceria entre as duas empresas é industrial e global, e abrange tecnologia, comércio, treinamento e e o desporto automóvel. "CITROEN PREFERE TOTAL".
Depois de uma joint-venture 50/50 com a NSU e a criação da "Comobil" em 1964, as duas marcas 5 anos depois, adquiriram um lote de terreno com 850 000 m² e fundaram a Comotor com sede no Luxemburgo. A "marca" foi criada para o desenvolvimento e venda de motores rotativos que encaixava como uma luva na imagem avant-garde da marca francesa.
Ainda no final da década, entre Citroën SA, a Michelin e a Fiat há o acordo de criar uma empresa, o chamado "Acordo de PARDEVI", em que a Fiat ficaria com 49% dessa nova sociedade e a Michelin com 51%. Esse acordo nunca foi avavnte, primeiro porque "Pierre Bercot", patrão da Citroën SA nunca viu com bons olhos essa aliança, e por outro lado, porque o governo francês também se opôs.

### Anos 1970

#### 1975: Citroën SA vende Maserati
A "Citroen" em 1975, por força crise petrolífera de 1973 vende a "Maserati" à De Tomaso Modena SpA.

#### 1976: Criação daPSA Peugeot Citroën
Embora a Peugeot tenha sido fundada em 1810 e a Citroën em 1919, somente em 21 de Outubro de 1964 a Citroën foi transformada em (Citroen Société Anonyme) e a (Peugeot Société anonyme) foi criada em 1966. Dez anos depois, a fusão entre Citroën SA. e Peugeot SA. dá origem ao Grupo PSA Peugeot Citroën. A nova "Holding" foi constituída com um capital social de 0 biliões de francos, o que à data seria o equivalente a 45 milhões de dólares. Os accionistas da Citroën SA. receberam um total de "1 bilião de francos" e trocaram 6.25 acções por 1 da Peugeot SA., sendo que a Citroën SA. garantiu logo 9.5% + 2.5% fruto do accionista Michelin. Os principais accionistas ficaram distribuídos da seguinte forma: 1- Família Peugeot (49.2%) 2- Accionistas Citroen 28% (25+3%) (dos quais 9.5% + 2.5% através da Michelin, e o restante dividido por outros accionistas. A PSA Peugeot Citroën passa a deter 100% da Citroën e da Peugeot.

### Estrutura daPSA Peugeot Citroën
| Sector Automóvel | Holding Citroën SA.                      | Holding Peugeot SA.                      |
| Divisões         | 100% Citroën                             | 100% Peugeot                             |
| Filiais          | Participação da Citroën em 35 Sociedades | Participação da Peugeot em 25 Sociedades |

| Sector Mecânico      | Acier, Cycles Peugeot, Panhard, etc                        |
| Sector de Transporte | Gefco, Transportes Citroen, Stur, etc.                     |
| Sector de Financeiro | Assurance Citroen, Difusion Industriel, Socia, Silta, etc. |

A Holding PSA Peugeot Citroën tinha na altura em que foi criada nada mais nada menos do que 180 empresas e empregava 175 mil pessoas.

#### Criação da marcaOlcite venda Berliet
Em 1976, a Citroen juntamente com o governo romeno, criam a Olcit, de forma a construir automóveis de custo baixo, A Roménia ficou com 64% do capital social da empresa, e a Citroen com os restantes 36%. A Olcit foi a primeira marca criada pelo grupo PSA Peugeot Citroën.
A Citroen vende a Berliet à Renault em 1977.

#### Criação daSMAE
Em 1977, é criada a SMAE, (Société Mécanique Automobile de l'Est), uma subsidiária de 75% da Citroen e 25% da Peugeot, a nova a fábrica de Borny produzirá caixas de câmbio, a de Trémery fabricará novos motores (gasolina e diesel) a partir de 1979.